# Sauðleysur
Sauðleysur är ett berg i republiken Island. Det ligger i regionen Suðurland, 130 km öster om huvudstaden Reykjavík. Toppen på Sauðleysur är 859 meter över havet.
Trakten runt Sauðleysur är nära nog obefolkad, med mindre än två invånare per kvadratkilometer. Det finns inga samhällen i närheten. Trakten runt Sauðleysur består i huvudsak av gräsmarker.